# 楊禮光
楊禮光（1991年3月6日—），福建福州人，中國男子跳水運動員。

## 主要成績
- 2010年 亞洲運動會 男子双人10米跳台 金牌